# Giovanni Viola
Giovanni Viola (20 de juny de 1926 - 7 de juliol de 2008) fou un futbolista italià. És considerat un dels millors porters de la seua generació.
Va formar part de l'equip italià a la Copa del Món de 1954.